# Османсько-саудівська війна
Османсько-саудівська війна — війна в 1811–1818 роках між Османською імперією та Дірійським еміратом, першою державою Саудитів. Зі сторони Османів велася силами Єгипетського еялету під проводом Мухаммеда Алі. Зоною бойових дій став Аравійський півострів, зокрема Хіджаз. Завершилася перемогою імперії та знищенням емірату.

## Назва
- Османсько-саудівська війна
- Єгипетсько-вахабітська війна
- Єгипетсько-саудівська війна

## Передумови

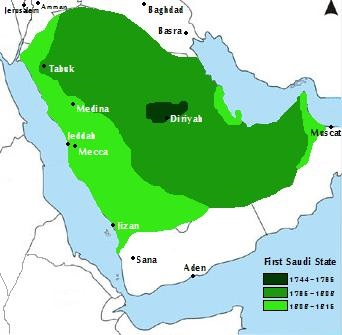
Перша держава Саудидів

Причиною конфлікту стало поступове послаблення Османської імперії, а також зростання ідеології вахабізму й антитурецьких настроїв серед арабів.
Вахабізм, що виник у XVIII столітті, як рух повернення до первинного «чистого» ісламу, спочатку мав антиосманський характер. Поряд із боротьбою з «відступниками»-шиїтами проголошувались боротьба з турецьким султаном як «лже-халіфом» та об'єднання арабських племен.
В результаті поширення вахабітських ідей в середині XVIII століття було створено першу централізовану феодально-теократичну саудівську державу з центром у місті Ед-Дірійя, яка до 1780 року взяла під контроль всю територію Неджду.
Зосередивши у своїх руках всю релігійну та світську владу, саудівські еміри почали експансію до сусідніх територій Аравійського півострова. Послідовно було захоплено узбережжя Перської затоки, Кувейт і Бахрейн (1803), а також внутрішні райони Оману. 1802 вахабіти атакували Кербелу, 1803 захопили Мекку, 1804 — Медіну. До 1806 року вони взяли під контроль весь Хіджаз.
Експансія вахабізму завдала серйозного удару по престижу османського султана як «захисника священних міст». Окрім того, вахабіти почали чинити перепони паломникам, що здійснювали хадж, нападали на каравани й почали певною мірою загрожувати економіці Османської імперії.
За таких умов османський султан Мустафа IV, який в основному переймався справами у європейській частині імперії, доручив у грудні 1807 року своєму васалу Мухаммеду Алі-паші розв'язати проблему загрози вахабізму силовим шляхом. Одночасно, поразка єгипетської армії також була вигідною османській владі, яка остерігалась посилення амбіційного Алі-паші.
Мухаммед Алі-паша мав власні цілі, прагнучи зміцнити свій авторитет, узявши контроль над Меккою та Медіною, покращити фінансовий стан за рахунок податків з паломників і, скориставшись цим, створити власну імперію.

## Перебіг війни

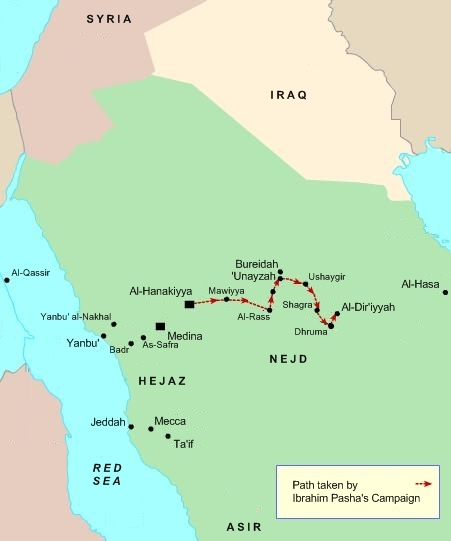
Заключна фаза війни — наступ Ібрагіма-паші на Ед-Дірійю

Алі-паша, який переймався внутрішньою політикою, розпочав активні дії проти Саудидів лише 1809 року.
3 вересня 1810 року було оголошено про виступ єгипетських військ до Хіджазу: на чолі сухопутних єгипетських військ постав шістнадцятирічний син Алі-паші Тусун-паша. Операція почалась улітку 1811. Першою метою було захоплення з моря західноаравійського порту Янбо та з'єднання морської й сухопутної частин єгипетської армії. Дипломатичним шляхом, а також через хабарі єгиптянам удалось заручитись підтримкою кочових арабських племен.
Після з'єднання армій Тусун-паша почав наступ на Медіну й Мекку. У грудні 1811 біля поселень Ман-залат ас-Сафра і Джадіда відбулась вирішальна битва з силами вахабітів: єгипетську армію застали зненацька відбірні саудівські війська, в результаті чого перші змушені були тікати до Янбо. Однак вахабіти не розвинули успіх, і порт залишився в руках єгиптян.
Отримавши морем підкріплення, 1812 року єгипетські війська за підтримки ворожих до вахабітів бедуїнських племен перейшли у наступ, в результаті якого у листопаді була взята Медіна, а у січні 1813 — Мекка, оаза Таїф і ключовий порт Джидда, через який почали надходити підкріплення.
Незважаючи на успіхи, єгипетська армія зазнавала значних втрат через епідемії, спеку, голод, а також дії вахабітів, які, оговтавшись від невдачі, перейшли до активних дій.
Бажаючи здійснити докорінний перелам у війні, Алі-паша особисто очолив війська в Аравії й у січні дав бій значним силам вахабітів під Бесальєю. Здобувши перемогу, він продовжив наступ, та після низки боїв і виснажливого переходу захопив порт Кунфуда й Асіру. Мухаммеду Алі вдалось витіснити вахабітів з півдня Аравійського півострова та навесні 1815 укласти перемир'я, за яким Хіджаз переходив під управління Єгипту, за вахабітами залишались тільки внутрішні райони Неджд та Касім, а емір Абдалла визнавав себе васалом османського султана та зобов'язався забезпечувати безпеку хаджу.
Війна поновилась вже наступного року. Єгипетська армія під командуванням названого сина хедіва Єгипту Ібрагіма-паші висадилась у Хіджазі та почала наступ до внутрішніх районів півострова. 1817 року було взято фортеці Ер-Расс, Бурайду та Унайзу, на початку 1818 года — Шакру. У квітні 1818 року єгиптяни вийшли до столиці Саудидів Ед-Дірійї та 15 вересня після п'ятимісячної облоги місто здалось.

## Наслідки
Перша Саудівська держава припинила своє існування: столицю 1819 року зруйнували єгиптяни, в основних містах з'явились єгипетські гарнізони. Емір Абдалла здався, був вивезений до Стамбула та страчений, а його відтяту голову було кинуто до Босфору.
Перемога османів у війні призвела до зміцнення позицій Мухаммеда Алі Єгипетського та відновлення авторитету османського султана.
Емірат Саудидів відродився вже у середині 1830-их років, а 1840 єгипетські війська залишили Аравію.